# Antonia Tryphaena
Antonia Tryphaena (en grec ancien : Ἀντωνία Τρύφαινα), également connue sous le nom de Tryphaena de Thrace (née en 10 av. J.-C. et morte en 55 ap. J.-C. à Cyzique), est une reine du Pont ainsi qu'une reine des royaumes thraces des Sapéens et des Odryses. Elle règne sur les Sapéens et Odryses de 12 à 19, et règne sur le Pont de 21 à 27.
Elle est également la tutrice de son fils Cotys IX et de son neveu Rhémétalcès II (rois thraces des Odryses entre 19 et 38).

## Biographie

### Épouse du roi de Thrace
Arrière-petite-fille de Marc Antoine, fille de la reine Pythodoris de Trallès et du roi Polémon Ier du Pont, elle épouse le roi thrace sapéen des Odryses Sextus Julius Cotys VIII (12 à 19), fils de Rhémétalcès Ier, son prédécesseur. Cotys VIII est assassiné par son oncle et co-roi de Thrace, Rhescuporis III, en 19.
Antonia Tryphaena, devenu veuve, accuse Rhescuporis du meurtre de Cotys, et ce dernier est jugé puis condamné par le Sénat à une peine de confinement. Il est envoyé à Alexandrie en Égypte. Peu après, il y est mis à mort, pour avoir tenté de s'échapper.
Le royaume de Thrace est alors divisé entre Rhémétalcès II, fils de Rhescuporis III, qui s'est ouvertement opposé aux plans de son père, et les très jeunes enfants de Cotys, dont Rhémétalcès III et Cotys IX (qui sont élevés à Rome), au nom desquels le propréteur Titus Trebellenus Rufus (ca) est nommé régent ainsi que leur mère Antonia Tryphaena, veuve de Cotys VIII. L'empereur Tibère maintient en la faveur de Rhémétalcès II le partage de la Thrace qui a été ordonné par Auguste après la mort de Rhémétalcès Ier.
Leurs trois fils se voient rétablis par Caligula dans différents États vers l'an 38 :
- Caius Julius Rhémétalcès III devient roi des Odryses, dernier royaume thrace indépendant[4], jusqu'en 46 ;
- Cotys IX, en échange de la perte de la Thrace, obtient l'Arménie mineure ou Sophène[4], où il règne de 38 à 54 ;
- Caius Julius Polémon II reçoit le royaume du Pont qui avait appartenu à son grand-père Polémon Ier, où il règne de 38 à 64.

### Lien avec le judaïsme ou le christianisme
Dans les Actes de Paul et Thècle, Tryphaena apparaît comme une reine orientale, identifiable avec la veuve du roi Cotys de Thrace. Elle y est décrite comme parente de l'empereur, dans la ville d'Antioche de Pisidie, alors que les sources plus historiennes indiquent que Tryphaena est la petite-nièce de l'empereur Claude. Elle « assiste au supplice de Thècle d'Iconium, la défend et la prend chez elle. » Elle est aussi citée dans l'Épître aux Romains que Paul de Tarse envoie à une date inconnue. L'apôtre supposait donc au moment de l'envoi qu'elle était toujours vivante et qu'elle se trouvait à Rome. Les critiques situent souvent la rédaction de cette épître vers 56-57, en fonction des reconstitutions tentées sur la base de toutes les Épîtres de Paul et des Actes des Apôtres qui sont deux sources totalement inconciliables en termes de chronologie. Les historiens situent en général la mort de Tryphaena en 55. Paul envoie son salut à Tryphène et Tryphose « qui se fatiguent dans le service du Seigneur (Rm 16:12) ». Dans cette salutation, Tryphose est probablement la mère ou la sœur de Tryphanea. Les Martyrologes connectent son nom par la suite avec la ville d'Iconium.
Le fils de Tryphaena, Polémon II épouse la princesse Julia Mamaea. 
Dans les Actes de Barthélémy, un roi « Polymous » d'une région arménienne située près de la mer Noire est converti par l'apôtre Barthélémy. Il est possible que la forme de religion qu'il avait adopté soit ce qui est appelé « la Voie du Seigneur » dans les Actes des Apôtres, c'est-à-dire la tendance du judaïsme qui deviendra le christianisme au début du IIe siècle. 
Tryphaena est associée à la vie de Sainte Thècle dans les Actes de Paul et Thècle. Une parente plus jeune qu'elle, Tryphène de Cyzique est la sainte patronne de la ville de Cyzique et son nom lui aurait été donné en l'honneur de Tryphaena.

## Famille

### Mariage et enfants
De son mariage avec Cotys VIII, roi thrace des Sapéens et des Odryses, elle eut :
- Rhémétalcès III, roi thrace des Sapéens et des Odryses et également roi d'Arménie mineure ;
- Cotys IX, roi thrace des Odryses ;
- Polémon II, roi du Pont ;
- Gepaepyris, épouse d’Aspourgos du Bosphore, roi du Bosphore ;
- Pythodoris II, épouse de son cousin Rhémétalcès II, fils de Rhescuporis III, également roi de Thrace de 19 à 26/38.